# Donne inquiete
Donne inquiete è un film del 1963, diretto dal regista Hall Bartlett.

## Trama
Donovan MacLeod, un giovane psichiatra arriva in un ospedale pieno di buone intenzioni. I suoi metodi più umani, basati sulla terapia di gruppo, sono contrastati da Lucretia Terry la capo-infermiera che rimane fedele ai vecchi sistemi quali le camicie di forza e l'isolamento dei pazienti in stanze imbottite. 
Tra le pazienti vi sono Lorna, una madre disturbata, Marion con un passato da prostituta, Edna una piromane e Irene ex insegnante.
Il dottor Harrington, primario dell'istituto, ha una personalità debole e non riesce ad assecondare lo psichiatra nel suo intento. Dopo vari incidenti, tra cui il rischio di uno stupro per una paziente, il giovane dottore riesce a far adottare i nuovi metodi innovativi.

## Riconoscimenti
Il film fu candidato all'Oscar per la miglior fotografia in bianco/nero di Lucien Ballard.

Altre candidature ai Golden Globe: Miglior film drammatico, miglior attrice (Polly Bergen) e miglior regia (Hall Bartlett).